# Юхас, Ференц
Фе́ренц Ю́хас (венг. Juhász Ferenc; 16 августа 1928, Биаторбадь — 2 декабря 2015) — венгерский поэт, главный редактор будапештского журнала «Уй Ираш» (Új Írás). Брат историка Дьюлы Юхаса, отец литературоведки Анны Юхас.

## Биография
Первые стихи были опубликованы в 1946 году. В 1947—1949 учился на филологическом факультете Будапештского университета. В 1949 году выходит первая книга — «Крылатый жеребёнок».
Теплота и гармония крестьянской трудовой жизни в сборниках «Крылатый жеребёнок» (1949), поэмах «Семейство Шанта», «Мой отец» (обе 1950). Стихи произвели впечатление на читателей, Юхасу была присуждена премия имени Кошута.
Работал в любимом издательстве «Сепирадолми».
сборники «Новые стихи» (1951), «Власть цветов» (1955), поэмы «Ночные видения» (1962), «Цветущее древо мира» (1965), «Бой с белым барашком» (1965), поэмы «Страна-расточительница» (1954), «Чёрный орлиный король» (1988).
В 1960—1998 годах он часто бывает в Белграде, Нови-Саде, Суботице, Сараево.

## Награды
- Премия Баумгартена (1949)
- Премия Аттилы Йожефа (1950)
- Премия им. Кошута (1951, 1973)[5]
- Премия «Золотой венец» Стружских вечеров поэзии (1992)
- Radnóti-díj (1971)
- A Magyar Népköztársaság Zászlórendje (1988)
- A Művészeti Alap Irodalmi Nagydíja (1991)
- Az Év Könyve Jutalom (1993)
- A Magyar Köztársasági Érdemrend középkeresztje (1994)
- Hazám-díj (2001)
- Премия «Prima Primissima» (2007)